# 切手アルバム

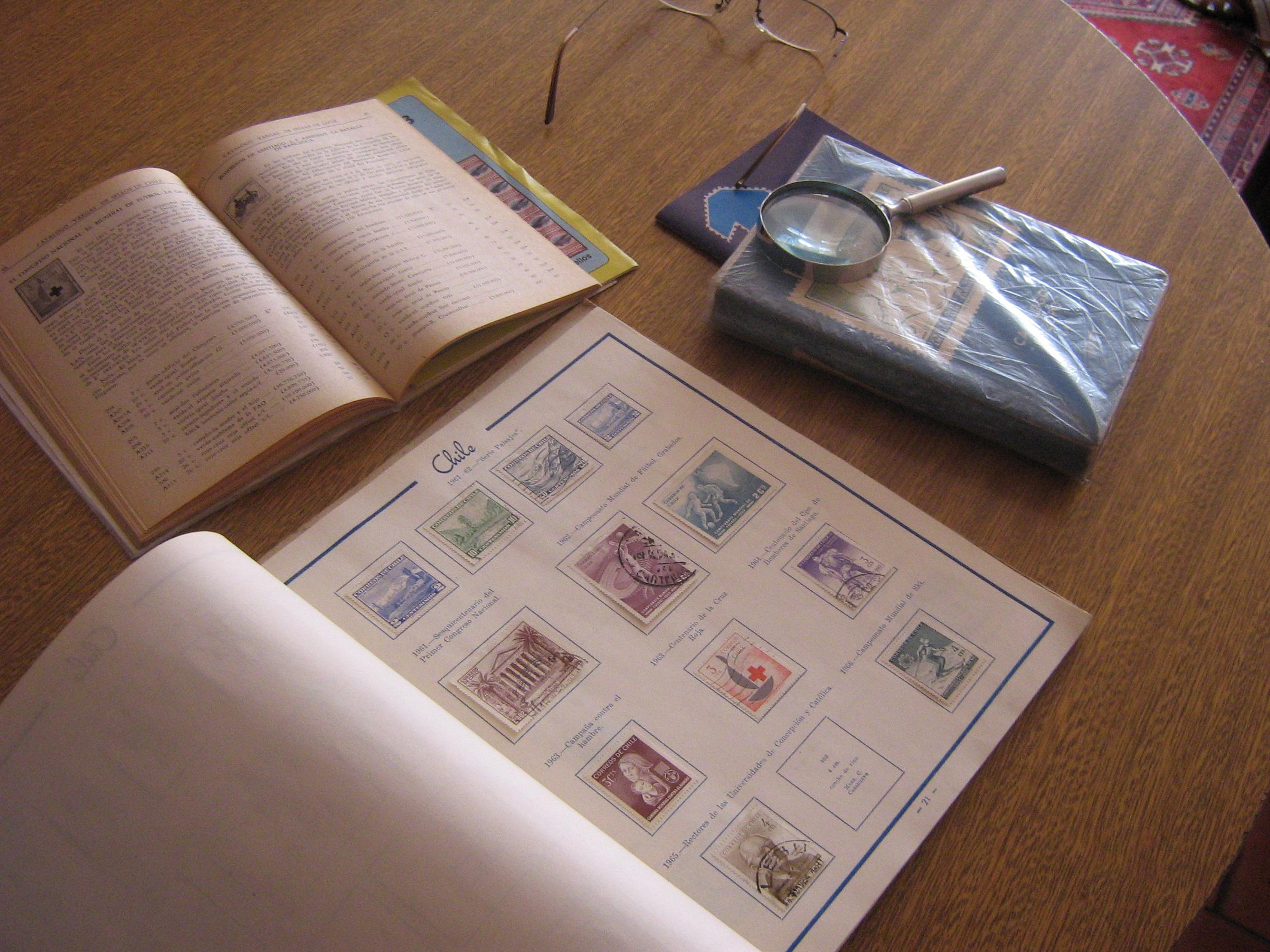
切手アルバム、カタログ、ルーペ

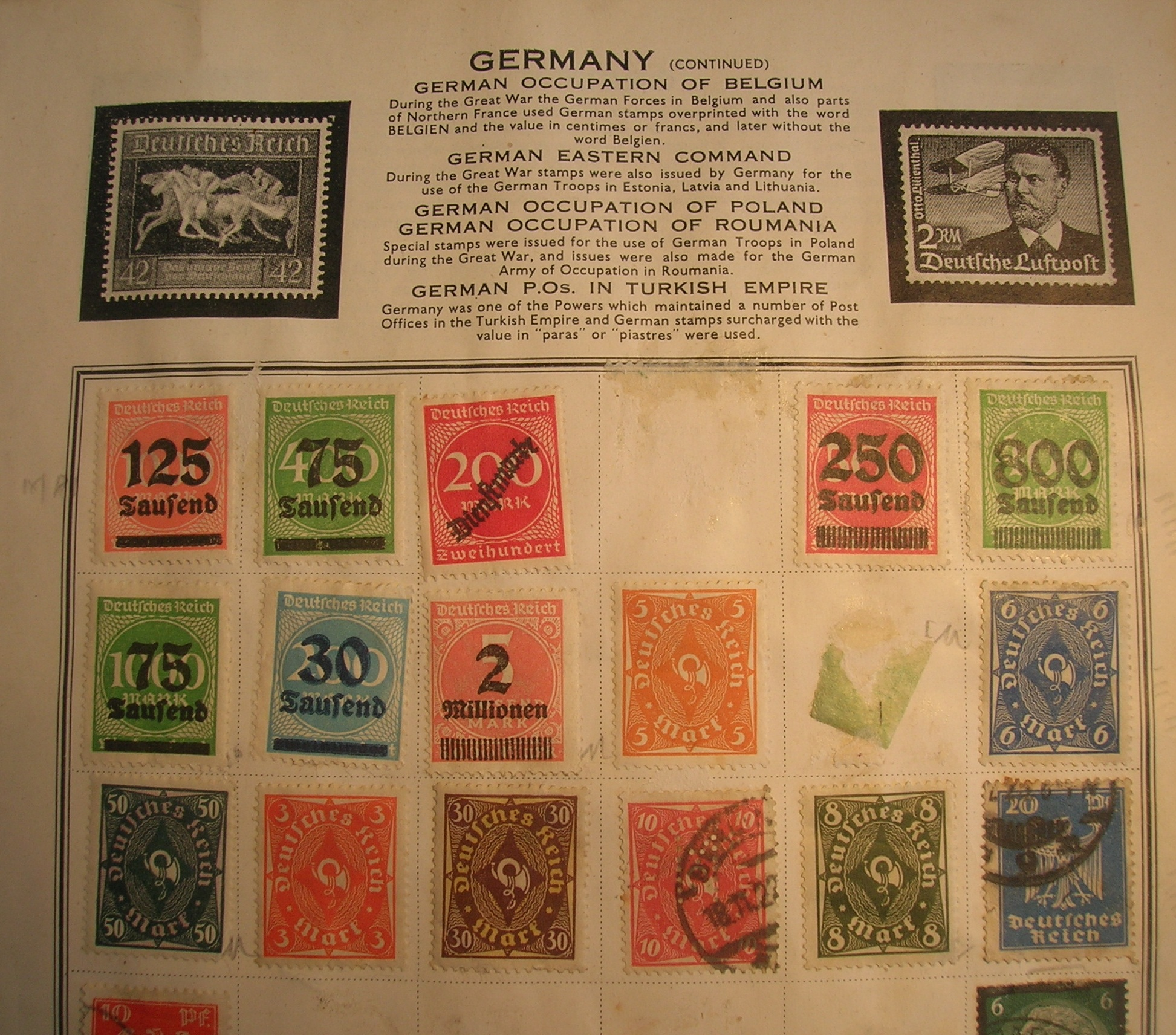
作成例

切手アルバム（きってアルバム）は、切手収集における保存形態の一つである。

## アルバムの形式
アルバムは収集者の意図する様式により一定の法則・方針にそって特定の切手が集められ、収集の主題、切手に関する簡易な説明などがなされており作成者の個性が現れる。一定の形式を守ることによる発表の場も作られており、定期的に切手展が行われている。多くの場合はブランクリーフに自分の思う形で収集したものを貼り込んでいく方式で形作られているが、ゼネラルの場合には既存のリーフに印刷されている発行年順に収める方式もある。

## アルバムへの収め方
切手をアルバムに貼り込んでいく方法として、ヒンジもしくはマウントが使用される。ヒンジは安価であるが糊で直接切手に貼りつく形をとるため、切手の状態は悪くなる。マウントはヒンジに比べれば高価であるが切手の質を低下させるわけではなく、多く使われている黒いマウントの場合には目打などの状態がわかりやすくなるような効果もある。但し、マウントは切手がしっかりと固定されないので、マウントの中で移動したり、場合によってはマウントから脱落したりするトラブルも多く、現在でもヒンジを重要視するコレクターも多い。

## アルバムへの誤解
初心者向けのストックブックに切手アルバムというような名称が付けられているものがあるが、それらは本来の切手アルバムではないので注意を要する。